# Yannick Schoepen
Yannick Schoepen (14 februari 1992) is een Belgisch basketballer. Zijn broer Yoeri Schoepen was ook profbasketballer.

## Carrière
Schoepen speelde in de jeugd van de Antwerp Giants en Ticino Merksem. In het seizoen 2013/14 kreeg hij zijn eerste kans bij de Antwerp Giants, omdat hij nooit veel speelminuten zou vergaren vertrok hij in 2017 naar Basics Melsele in de tweede klasse. Van 2019 tot 2020 speelde hij voor Oxaco Boechout en vanaf 2020 speelt hij voor Kontich Wolves. In 2021 hield hij het voor bekeken bij Kontich. Hij speelde het daaropvolgende jaar geen basketbal maar keerde in 2022 terug bij Basket Willebroek. Na een seizoen verliet hij de club en keerde terug naar Basics Melsele.
Hij combineert het basketbal sinds 2017 met een job in de privésector.